# Solution neutre
Une solution neutre, dans le cas des solutions aqueuses, est une solution dont la concentration en ion hydroxyde HO− est égale à la concentration en ion hydronium H3O+.
L'eau subit une réaction d'autoprotolyse, qui est une réaction équilibrée, avec une constante d'équilibre, appelée produit ionique Ke :
Ke=[H3O+(aq)]·[HO−(aq)].
Ainsi, la solution est neutre si :
[HO−] = [H3O+]
{\displaystyle {\frac {K{\text{e}}}{\mathrm {[H_{3}O^{+}]} }}=\mathrm {[H_{3}O^{+}]} }
{\displaystyle \mathrm {[H_{3}O^{+}]} ={\sqrt {K{\text{e}}}}}
{\displaystyle \mathrm {pH} ={\frac {\mathrm {p} K{\text{e}}}{2}}}
Le produit ionique Ke, comme toutes les constantes d'équilibre, dépendant de la température, la limite pour avoir une solution basique dépend également de la température.
Exemples :
- à 25 °C, pKe vaut 14[1] donc une solution est neutre à 25 °C si le pH est égal à 7 ;
- à 37 °C, pKe vaut 13,6[1] donc une solution est neutre à 37 °C si le pH est égal à 6,8.